# Palaemnema brasiliensis
Palaemnema brasiliensis là loài chuồn chuồn trong họ Platystictidae. Loài này được Machado mô tả khoa học đầu tiên năm 2009.